# Kaméleon (Marvel Comics)
Kaméleon egy képregényszereplő a Marvel-comics világban. Főként az alakváltásra képes egy szerkezet segítségével. A náci mostohaapja, Vörös Koponya tanította ki. Az Amazing Spider-Man #1-ben jelent meg először (1963 márciusában). Stan Lee és Steve Ditko alkotta meg.